# Combiné nordique aux championnats du monde de ski nordique 1935
Pour un article plus général, voir Championnats du monde de ski nordique 1935.
Navigation
1934 1937
L'épreuve du combiné nordique des championnats du monde de ski nordique 1935 s'est déroulée à Vysoké Tatry (Tchécoslovaquie) les 15 février et 16 février 1935. 

## Palmarès
| Date                          | Lieu         | Course                  | Or             | Argent        | Bronze         |
| ----------------------------- | ------------ | ----------------------- | -------------- | ------------- | -------------- |
| 15 février et 16 février 1935 | Vysoké Tatry | Tremplin normal / 18 km | Oddbjørn Hagen | Lauri Valonen | Wilhelm Bogner |

## Classement final
| Rang   | Athlètes         | Nationalité     | Points |
| ------ | ---------------- | --------------- | ------ |
| Or     | Oddbjørn Hagen   | Norvège         | 427,60 |
| Argent | Lauri Valonen    | Finlande        | 422,75 |
| Bronze | Wilhelm Bogner   | Allemagne       | 393,00 |
| 4.     | Olaf Hoffsbakken | Norvège         | 382,10 |
| 5.     | Sigurd Røen      | Norvège         | 367,30 |
| 6.     | Johann Lahr      | Tchécoslovaquie | 363,50 |
| 12.    | Sauli Pälli (de) | Finlande        |        |

## Tableau des médailles
| #  | Nation    | Or | Argent | Bronze | Total |
| -- | --------- | -- | ------ | ------ | ----- |
| 1. | Norvège   | 1  | 0      | 0      | 1     |
| 2. | Finlande  | 0  | 1      | 0      | 1     |
| 3. | Allemagne | 0  | 0      | 1      | 1     |